# Pio Vincenzo Forzani
Pio Vincenzo Forzani (Mondovì, 19 luglio 1792 – Vigevano, 15 dicembre 1859) è stato un vescovo cattolico italiano.

## Biografia
Proveniente da una nobile famiglia di tradizioni ecclesiastiche di Mondovì, Pio Vincenzo Forzani intraprese la carriera ecclesiastica in quanto figlio secondogenito divenendo in breve tempo canonico e poi provicario generale nonché esaminatore prosinodale della diocesi di Mondovì. Nel frattempo studiò e divenne dottore in teologia.
Il 23 dicembre 1839 venne nominato vescovo di Susa; il 25 gennaio 1844 venne trasferito alla sede episcopale di Vigevano.
Dal suo raggiungimento della nuova sede di Vigevano, il Forzani dovette ben presto confrontarsi con la decisa svolta anticlericale impressa al governo piemontese dall'avvento alla carica di primo ministro di Cavour, che combatté con conferenze episcopali, nell'intento anche di contrastare il pensiero liberale, richiamando in particolare la formazione e i valori etici dei cristiani, anticipando un problema che dopo l'unità d'Italia si proporrà su vasta scala su tutto il regno. Con questi intenti e mosso anche da spirito demagogico, puntò sulla cura del popolo, determinando un legame particolarmente intenso tra la figura del vescovo e la cura d'anime della sua diocesi.
Morì a Vigevano il 15 dicembre 1859.

## Genealogia episcopale
La genealogia episcopale è:
- Cardinale Scipione Rebiba
- Cardinale Giulio Antonio Santori
- Cardinale Girolamo Bernerio, O.P.
- Arcivescovo Galeazzo Sanvitale
- Cardinale Ludovico Ludovisi
- Cardinale Luigi Caetani
- Cardinale Ulderico Carpegna
- Cardinale Paluzzo Paluzzi Altieri degli Albertoni
- Papa Benedetto XIII
- Papa Benedetto XIV
- Papa Clemente XIII
- Cardinale Bernardino Giraud
- Cardinale Alessandro Mattei
- Cardinale Pietro Francesco Galleffi
- Cardinale Giacomo Filippo Fransoni
- Vescovo Pio Vincenzo Forzani